# 新中国人民演员
新中国人民演员（俗称“22大明星”）是中华人民共和国文化部于1961年确定的22名著名电影演员。他们的照片曾在1962年至1964年挂在中国内地各地电影院内，以取代此前各地电影院悬挂的苏联22位电影明星的照片。

## 渊源
1961年6月，中共中央宣传部和文化部同时在北京新侨饭店召开“全国文艺工作座谈会”和“全国故事片创作会议”，合称新侨会议。1961年6月19日，中共中央副主席、国务院总理周恩来在新侨会议上作重要讲话。
1961年6月22日，周恩来总理约请夏衍、陈荒煤、于伶、司徒慧敏、崔嵬、田方及各地电影厂厂长、编剧、导演、演员共30多人在中南海西花厅座谈。座谈中，周恩来提出，“现在我们的电影院里，都挂着苏联的22个大明星，我们建国都已经12年了，为什么不能挂我们自己的明星照片呢？应该有我们自己的明星嘛！夏衍同志，你考虑考虑。”
1961年7月1日是中国共产党建党40周年纪念日，周恩来在一次座谈会中再次提及评选中国自己的电影明星。当时负责电影工作的文化部副部长夏衍为此迅速行动。1961年，评选中国电影明星的活动以《大众电影》百花奖的选、投票形式拉开帷幕。 中国电影发行放映总公司征求上海电影制片厂、北京电影制片厂、长春电影制片厂、八一电影制片厂的意见后，于1962年4月向中华人民共和国文化部电影局提出了22位电影演员的名单。经夏衍同意，文化部确定如下22人为“新中国人民演员”，按照电影制片厂及性别排列：
- 北京电影制片厂：1崔嵬、2谢添、3陈强、4张平、5于洋、6于蓝、7谢芳；
- 上海电影制片厂：8赵丹、9孙道临、10白杨、11张瑞芳、12秦怡、13上官云珠、14王丹凤、15祝希娟（上海戏剧学院实验话剧团演员，后调上海电影制片厂）；
- 长春电影制片厂：16李亚林、17庞学勤、18张圆、19金迪；
- 八一电影制片厂：20王心刚、21田华、22王晓棠。

他们的大幅标准照1961年底被冲洗放大，由中国电影发行放映总公司印制，在1962年初张挂于各地电影院、俱乐部等电影放映机构中。1964年9月27日，中华人民共和国文化部电影局发出通知，要求全国各电影院将“新中国人民演员”照片全部取下。
| 崔嵬   | 谢添   | 陈强   | 张平   | 于洋 | 于蓝     | 谢芳   |        |
| 赵丹   | 孙道临 | 白杨   | 张瑞芳 | 秦怡 | 上官云珠 | 王丹凤 | 祝希娟 |
| 李亚林 | 庞学勤 | 张圆   | 金迪   |      |          |        |        |
| 王心刚 | 田华   | 王晓棠 |        |      |          |        |        |